# Captain Morgan
Captain Morgan ist eine Rummarke, die von Diageo produziert wird. Die Rummarke ist nach dem walisischen Freibeuter Henry Morgan benannt. Die wichtigsten Abnahmemärkte sind die Vereinigten Staaten, Kanada, das Vereinigte Königreich, Deutschland und Südafrika. Hauptsächlich wird Captain Morgan als „Spirituose auf Rum basierend“ verkauft, was daran liegt, dass der Alkoholgehalt unter 35 % liegt, Aromen zugesetzt werden und somit z. B. der Captain Morgan Spiced Gold kein echter Rum ist, sondern vielmehr als Szenegetränk anzusehen ist.

## Geschichte
1944 begann Seagram mit der Produktion von Rum unter dem Namen Captain Morgan Rum Company.
Seagram-CEO Samuel Bronfman kaufte eine Brennerei namens Long Pond von der jamaikanischen Regierung. Unter den Käufern des rohen Rums der Long-Pond-Brennerei war eine Apotheke aus Kingston namens Levy Brothers. Die Levy-Familie kaufte rohen Rum, um Kräuter und Gewürze hinzuzufügen sowie den Rum reifen zu lassen und in Flaschen abzufüllen. Bronfman gefiel dieser fertige Rum so sehr, dass er die Vertriebsrechte erwarb.
In den 1950er-Jahren verkaufte Seagram seine Brennerei an die Serralles Group, welche auch Don Q herstellt. Die Marke Captain Morgan wurde an Diageo verkauft.
2004 gehörte Captain Morgan mit ca. 54 Mio. Litern zu den meistverkauften Rumsorten der Welt. 2005 wurde die Produktion des Overproof 73 % Vol Black Label eingestellt. Verwendet wurde er als hochprozentige Zutat für Shooter wie den B52. 2010 wurde Captain Morgan auch in Deutschland massiv im Fernsehen mit dem Slogan „Got a little Captain in you?“ beworben.

## Sorten
- Original Spiced – 35% alc/vol
- White Rum – 37,5% alc/vol
- Parrot Bay Coconut – 21% alc/vol
- Private Stock – 40% alc/vol
- Tattoo – 35% alc/vol
- Black Label – 40% alc/vol
- 100 Proof – 50% alc/vol
- Lime Bite – 35% alc/vol
- Long Island Iced Tea – 17% alc/vol
- Black Spiced – 40% alc/vol
- Fire Ship (mit Ingwer und Zimt)
- Sherry Oak Finish
- 1671 Commemorative Blend
- Cannon Blast (karibische Früchte und Chilischoten) – 35% alc/vol
- Loco Nut (Coconut Spiced Rum)

- Mutineer Rum flavoured Beer

- Silver Spiced (nur in den USA)
- Parrot Bay Mango (nur in den USA)
- Parrot Bay Passion Fruit (nur in den USA)
- Parrot Bay Pineapple (nur in den USA)
- Parrot Bay Strawberry (nur in den USA)
- Parrot Bay Key Lime (nur in den USA)
- Pineapple Rum (nur in den USA)
- Coconut Rum (nur in den USA)
- Grapefruit Rum (nur in den USA)
- Jack-O'Blast (Pumpkin Spice) (nur in den USA)

### Ehemalige Sorten
- Black Label Overproof (73% alc/vol, wird seit 2005 nicht mehr hergestellt)

## Trivia
- Die kalifornische Band OPM widmete dem Rum auf dem Album Menace to Sobriety aus dem Jahr 2000 den Song El Capitan.
- Die britische Folk-Metal-Band Alestorm widmete Captain Morgan den Song Captain Morgan’s Revenge, ferner verweist das Lied That Famous Ol' Spiced auf das Getränk.